# 40 v. Chr.
Portal Geschichte | Portal Biografien | Aktuelle Ereignisse | Jahreskalender | Tagesartikel

◄ |
2. Jahrhundert v. Chr. |
1. Jahrhundert v. Chr. |
1. Jahrhundert |
►

◄ | 60er v. Chr. | 50er v. Chr. | 40er v. Chr. | 30er v. Chr. |
20er v. Chr. |
►

◄◄ | ◄ | 43 v. Chr. | 42 v. Chr. | 41 v. Chr. | 40 v. Chr. |
39 v. Chr. |
38 v. Chr. |
37 v. Chr. |
► |
►►
Staatsoberhäupter

## Ereignisse

### Politik und Weltgeschehen

#### Römisches Reich

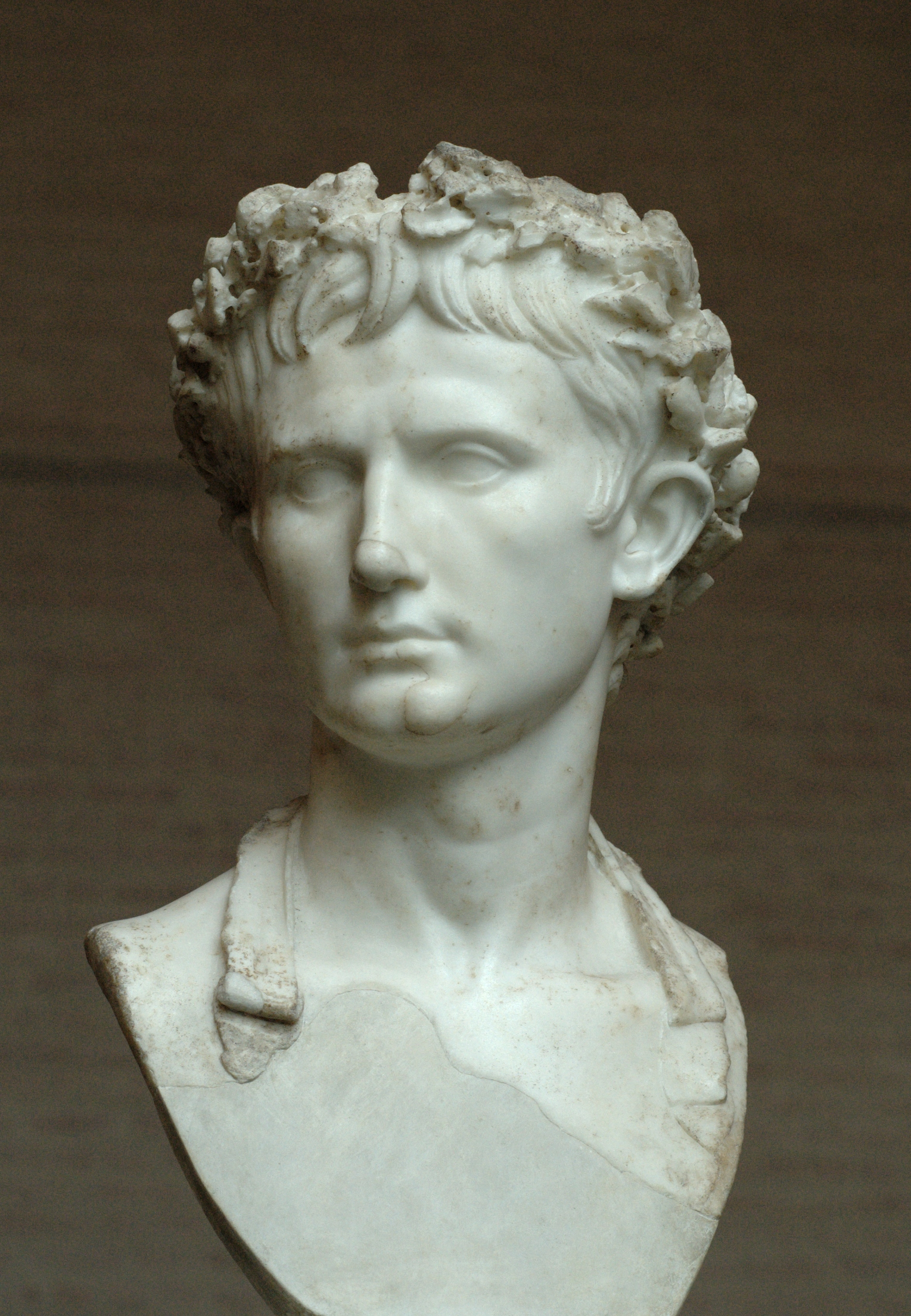
Octavian

- Februar: Oktavian siegt im Perusinischen Krieg.
- Herbst: Das 2. Triumvirat teilt im Vertrag von Brundisium das Römische Reich auf: Octavian erhält den Westen, Marcus Antonius den Osten und Lepidus Afrika.
- Marcus Antonius heiratet die erst kürzlich verwitwete Octavia Minor.
- Auf Antrag des Volkstribuns Falcidius wird das Falcidische Gesetz erlassen. Es regelt die Höhe eines Pflichtteils im römischen Erbrecht.

#### Partherreich
- Die Parther erobern unter Pakoros, dem Sohn von König Orodes II., große Teile Syriens und Koilesyriens bis zur Mittelmeerküste einschließlich Jerusalems, und Antigonos, der letzte Herrscher aus dem Geschlecht der Hasmonäer, wird für kurze Zeit König und Hoherpriester von Judäa.

### Religion
- Oktober: Marcus Antonius wird als erster Flamen Divi Iulii, Priester des Divus Iulius, des vergöttlichten Gaius Iulius Caesar, inauguriert.

## Geboren
- Alexander Helios, Sohn von Kleopatra VII. und Marcus Antonius
- Kleopatra Selene, numidische Königin, Zwillingsschwester von Alexander Helios († um 6 n. Chr.)

## Gestorben
- Gaius Claudius Marcellus, römischer Politiker (* um 95 v. Chr.)
- Lucius Decidius Saxa, römischer Politiker
- Deiotaros, römischer Feldherr
- Quintus Fufius Calenus, römischer Politiker
- Fulvia, römische Patrizierin (* um 80 v. Chr.)
- Quintus Salvidienus Rufus Salvius, römischer Politiker und Feldherr
- Schimon ben Schetach, jüdischer Gelehrter (* um 120 v. Chr.)
- um 40 v. Chr.: Gaius Antonius Hybrida, römischer Politiker (* um 106 v. Chr.)
- um 40 v. Chr.: Servilia Caepionis, römische Patrizierin
- um 40 v. Chr.: Alexander Polyhistor, griechischer Gelehrter (* um 100 v. Chr.)